# Lycianthes sancti-caroli
Lycianthes sancti-caroli är en potatisväxtart som först beskrevs av H. Winkl., och fick sitt nu gällande namn av Friedrich August Georg Bitter. Lycianthes sancti-caroli ingår i Himmelsögonsläktet som ingår i familjen potatisväxter. Inga underarter finns listade i Catalogue of Life.